# Reimar Oltmanns
Reimar Oltmanns (Schöningen, 21 luglio 1949) è un giornalista e scrittore tedesco.
Dal 1970 al 1972 fu addetto stampa del Ministro della Cultura della Bassa Sassonia, Peter von Oertzen.

## Biografia
Fino al settembre 1970 ha ricoperto diversi incarichi all'interno dei Giovani Democratici della Bassa Sassonia, per ultimo ha ricoperto la carica di presidente regionale dell'allora organizzazione giovanile vicina alla FDP, costituita principalmente da politici nazionalisti. La FDP giunse con il tempo ad una rottura con i giovani democratici, considerati troppo ribelli e di sinistra.
Fu delegato ai congressi regionali e federali della FDP ed ha rivestito una carica senza diritto di voto all'interno della presidenza regionale. Insieme a venti esponenti di spicco dei Giovani Democratici si è poi unito alla SPD.

### Il giornalismo
Come giornalista ha lavorato presso le redazioni del Cuxhavener Zeitung e Hannoverschen Presse. All'inizio degli anni settanta ha scritto per il Frankfurter Rundschau di Hannover, e più tardi anche per lo Stern di Bonn e ad Amburgo, sia alla Politica tedesca che come vice direttore della rubrica "Temi particolari".
Tra i suoi insegnanti e mentori che lo hanno influenzato figurano i professori universitari Peter von Oertzen (1929-2008) e Peter Brückner (1922-1982) di Hannover, i capo redattori Karl-Hermann Flach (1929-1973) del Frankfurter Rundschau e Arnim von Manikowsky (1928-2007) della rivista Stern ad Amburgo.
Nel 1979 ha lasciato la rivista Stern ed ha iniziato a lavorare come autore indipendente sia per Der Spiegelche per Die Zeit. Nel 1981 ha testimoniato davanti alla corte d'appello anseatica nel cosiddetto "Processo ai titoli di stampa" (Titelblattprozess), nel quale la femminista Alice Schwarzer protestava sia contro la censura del capo redattore dello Stern Henri Nannen che contro la rappresentazione delle donne considerate come puro oggetto sessuale. Oltmanns descrisse l'attività interna della redazione dello Stern a favore dell'editrice Emma.
Dopo il trasferimento a Francoforte sul Meno scrisse per altri giornali, riviste e case editrici.
Tra il 1984 ed il 1985 fu capo redattore della rivista Auftritt. Durante quegli anni ha lavorato come freelance per le agenzie pubblicitarie Lürzer, Conrad & Leo Burnett e Young & Rubica e scrivendo i testi per campagne pubblicitarie e spot televisivi. Nel 1990 si è trasferito a Bologna, e, dal 1992 al 2009 ha lavorato nella regione Rodano-Alpi nei pressi di Lione in Francia.
È autore di diversi reportage sull'America Meridionale, l'Africa e l'Europa orientale. Ha scritto note e appunti di viaggio sull'Europa occidentale, in particolare sull'Italia e la Francia. Dal 2009 vive a Graz (Austria). Come riconoscimento ai suoi scritti e libri critici nei confronti della società, Reimar Oltmanns vinse il 16 luglio 2009 il premio Libro d'Oro di Schöningen, la sua città natale. Dal 12 gennaio 2012 è socio sostenitore all'aperto Radio Helsinki a Graz / Stiria. Dal 2013 Reimar Oltmanns vive come scrittore a Innsbruck. Due anni dopo è tornato in Germania in Svizzera Holstein.

## Opere
- Ein Lehrer muß die Ehe achten. In: Herbert Nagel: Wer will die klügsten Kinder? Vorschulerziehung und Chancengleichheit. Rowohlt Taschenbuch Verlag, Reinbek bei Hamburg, dicembre 1973,  ISBN 3-499-16837-5
- Die Würde des Menschen - Folter in unserer Zeit, con Peter Koch, Gruner + Jahr, Amburgo 1977, ISBN 3-570-00061-3
- SOS - Sicherheit - Ordnung - Staatsgewalt - Freiheit in Deutschland, con Peter Koch, Gruner + Jahr, Amburgo 1978, ISBN 3-570-01909-8
- Du hast keine Chance, aber nutze sie - Eine Jugend steigt aus, Rowohlt, Reinbek bei Hamburg 1980, ISBN 3-498-05006-0
- Am Strand von Tunix., in: Friedrich G. Kürbisch (pubbl.): Erkundungen in einem unbekannten Land - Sozialreportagen von 1945 bis heute. Verlag J.H.W. Dietz Nachf., Berlino, Bonn 1981, ISBN 3-8012-0060-4
- Deutschland von übermorgen. In: Michael Haller (pubbl.): Aussteigen oder rebellieren - Jugendliche gegen Staat und Gesellschaft. Spiegel-Verlag, Amburgo 1981, ISBN 3-499-33014-8
- Die Krise der Familie, in: Franz Decker (pubbl.): Wirklichkeiten Lese- und Arbeitsbuch, Ferdinand Schöningh, Paderborn 1982, ISBN 3-506-28401-0
- Heimatkunde - Soldaten, Arbeitslose, Verrückte und andere Mitmenschen, Deutsche Reportagen. Eichborn, Francoforte sul Meno 1982, ISBN 3-8218-1103-X
- Du hast keine Chance, aber nutze sie - Eine Jugend steigt aus. In: Werner Lindner (pubbl.): 1964-2004: Vierzig Jahre Kinder- und Jugendarbeit in Deutschland: Aufbruch, Aufstieg und neue Ungewissheit, VS Verlag für Sozialwissenschaften/GWV Fachverlage GmbH, Wiesbaden 2006, ISBN 3-531-14620-3
- Engagiert und ernsthaft, spielerisch und experimentell. Die Wirtschaft der alternativen Szene, in: Stephan Burgdorff (pubbl.): Wirtschaft im Untergrund. Spiegel-Verlag, Amburgo 1983, ISBN 3-499-33035-0
- Der Intrigant oder Die Machtgier der christlichen Regenten, Vom Hofe der Bonner Operetten-Republik. Eichborn, Francoforte sul Meno 1986, ISBN 3-8218-1121-8
- Möllemänner - oder die opportunistischen Liberalen, Eichborn, Fancoforte sul Meno 1988, ISBN 3-8218-1122-6
- Keine normale Figur in der Hütte - Reportagen zur Wendezeit., Athenäum-Verlag, Francoforte sul Meno 1989, ISBN 3-610-08538-X
- Frauen an die Macht: Marie Schlei, Renate Schmidt, Irmgard Adam-Schwaetzer, Rita Sussmuth, Antje Vollmer - Protokolle einer Aufbruchära, Verlag Anton Hain, Francoforte sul Meno 1990, ISBN 3-445-08551-X
- Vive la française - Die stille Revolution der Frauen in Frankreich, Rasch-und-Röhring-Verlag, Amburgo 1995, ISBN 3-89136-523-3
- Gewalt in den Familien. Ein Problem in Frankreich, In: Anita Heiliger: Männergewalt gegen Frauen beenden, Leske + Buderich Verlag, Wiesbaden 2000, ISBN 3-8100-2652-2
- Spurensuche auf verbrannter Erde - Reportagen, Berichte, Erzählungen zur Zeitgeschichte - Deutschland, Europa, Südamerika, Asien, Afrika (1969-2009). BoD, Norderstedt 2009, ISBN 978-3-8370-9507-4
- Kein schöner Land in dieser Zeit. Verlorene Illusionen - Reportagen, Berichte, Porträts, Erzählungen zur Zeitgeschichte. Band 1 (1969-1979). Books-on-Demand, Norderstedt 2010, ISBN 9783842332942
- Kein schöner Land in dieser Zeit. Verlorene Illusionen - Reportagen, Berichte, Porträts, Erzählungen zur Zeitgeschichte. Band 2 (1980-2010). Books-on-Demand, Norderstedt 2010, ISBN 9783842333130
- Männer-Macht im Treibhaus Bonn der siebziger Jahre. In: Ursula Kosser Hammelsprünge. DuMont Buchverlag, Colonia 2012, ISBN 978-3-8321-9656-1
- "Reporter-Leben. Keine Zeit für Angst und Tränen. Das Fremde wird nah, die Nähe fremd. Kein Ort - nirgendwo." Autobiografie, tredition Verlag, Amburgo 2015, Hardcover ISBN 978-3-7323-5491-7, Paperback ISBN 978-3-7323-5490-0
- "Keine Zeit für Angst und Tränen. Das Fremde wird nah, die Nähe fremd." Autobiografie. epubli-Verlag, Berlin 2017, ISBN 978-3-7450-0420-5
- "Der Kater lässt das Mausen nicht". Roman gemeinsam mit Helga Möller-Tallay, epubli-Verlag, Berlin 2018, ISBN 978-3-746736-14-3
- "Kopfsteinpflaster Reportagen. Porträts aus vier Jahrzehnten", epubli-Verlag, Berlin 2019, ISBN 978-3-750259-21-8
- "Melancholie am Nord-Ostsee-Kanal". Essay. epubli-Verlag, Berlin 2021, ISBN 978-3-754122-01-1